# Raïon de Lodeïnoïe Pole
Le raïon de Lodeïnoïe Pole (en russe : Гатчинский район, Gattchinski raion) est une subdivision administrative de l'oblast de Léningrad, dans le nord-ouest de la Russie. Son centre administratif est la ville de Lodeïnoïe Pole.

## Géographie
Le raïon a une superficie de 4 900 km2.
Il est situé au nord-est de l'oblast et borde le raïon d'Olonets de la république de Carélie au nord, le raïon de Podporojie à l'est, le raïon de Tikhvine au sud et le raïon de Volkhov à l'ouest.
Le raïon est sur l'autoroute R21 qui relie Saint-Pétersbourg à Mourmansk, à 220 km de Saint-Pétersbourg.
Il abrite le monastère Saint-Alexandre-de-Svir.

## Population
Recensements (*) ou estimations de la population :
| 1979*  | 1989   | 2002   | 2010   |
| ------ | ------ | ------ | ------ |
| 14 249 | 13 426 | 12 185 | 30 469 |

| 2013   | 2015   | 2021   | - |
| ------ | ------ | ------ | - |
| 30 086 | 29 843 | 27 651 | - |